# Love and Law (film, 1909)
Pour les articles homonymes, voir Love and Law.
Pour plus de détails, voir Fiche technique et Distribution.
Love and Law est un film muet américain réalisé par Marshall Stedman, sorti en 1909.

## Fiche technique
- Titre Love and Law
- Réalisation : Marshall Stedman
- Producteur : William Selig
- Société de production : Selig Polyscope Company
- Société de distribution : Selig Polyscope Company
- Pays d'origine :  États-Unis
- Langue : film muet avec les intertitres en anglais
- Format : Noir et blanc — 35 mm — 1,33:1 — Muet
- Genre : Film dramatique
- Dates de sortie : 
  -  États-Unis : 21 janvier 1909

## Distribution
- William Duncan